# Ариас, Джон Адольфо
Джон Адольфо Ариас Андраде (исп. Jhon Adolfo Arias Andrade; род. 21 сентября 1997, Кибдо) — колумбийский футболист, вингер клуба «Вулверхэмптон Уондерерс» и сборной Колумбии.

## Клубная карьера
Ариас — воспитанник мексиканских клубов «Дорадос де Синалоа», «Тихуана» и «Патриотас Бояка». В 2017 году он был включён в заявку на сезон последних. В 2018 году Ариас на правах аренды перешёл в «Льянерос». 17 февраля в матче против «Форталеса Сипакира» он дебютировал в колумбийской Примере B. 29 июля в поединке против «Форталеса Сипакира» Джон забил свой первый гол за «Льянерос». по окончании аренды Ариас вернулся В «Патриотас Бояка». 15 июля 2019 года в матче против «Индепендьенте Медельин» он дебютировал в Кубке Мустанга. 17 августа в матче против «Энвигадо» Джон забил свой первый гол за «Патриотас Бояка».
В начале 2020 года Ариас перешёл в «Америка Кали». 26 января в матче против «Альянса Петролера» он дебютировал за новую команду. 5 октября в поединке против «Агилас Дорадас» Джон забил свой первый гол за «Америка Кали». В своём дебютном сезоне он стал чемпионом Колумбии.
В начале 2021 году Ариас перешёл в «Индепендьенте Санта-Фе». 18 января в матче против «Атлетико Насьональ» он дебютировал за новую команду. 4 февраля в поединке против своего бывшего клуба «Патриотас Бояка» Джон забил свой первый гол за «Индепендьенте Сант-Фе». В том же году Ариас подписал контракт на четыре года с бразильским «Флуминенсе». 31 августа в матче против «Байи» он дебютировал в бразильской Серии A. 3 сентября в поединке против «Жувентуде» Джон забил свой первый гол за «Флуминенсе». 2 марта 2022 года в матче Кубка Либертадорес против «Мильонариос» он забил гол. В том же году в розыгрыше Южноамериканского кубка против боливийского «Ориенте Петролеро» Ариас забил два гола. В 2023 году Джон помог клубу впервые в истории завоевать Кубок Либертадорес забив два гола в поединке против аргентинского «Ривер Плейта».

## Международная карьера
5 июня 2022 года в товарищеском матче против сборной Саудовской Аравии Ариас дебютировал за сборную Колумбии.

## Достижения
«Америка Кали»
- Победитель Кубка Мустанга — 2020

«Флуминенсе»
- Победитель Лиги Кариока (2) — 2022, 2023
- Обладатель Кубка Либертадорес — 2023